# Refugio de vida silvestre El Zarza
El refugio de vida silvestre El Zarza es un área protegida del Ecuador. Se encuentra ubicada en la provincia de Morona Santiago y Zamora Chinchipe, cantón Yanzatza. Fue creada en el 2001 y tiene una extensión de 3.643 hectáreas.
El área protege a los bosques de neblinas y páramos. Comprende la cuenca de los río Zarza y río Blanco.
Alberga 80 especies arbóreas que se encuentra en la Cordillera del Cóndor.

## Características físicas

### Geología
El área de protección se encuentra situada en la cordillera del Cóndor, está zona se encuentra conformada por rocas metamórficas, sedimentarias, volcánicas de manera estratigráfica, que han sido intruídas por un lado y por otro están recubriendo al intrusito “Batolito de Zamora.”

### Geomorfología
La cordillera del Cóndor forma parte de la cordillera Real y se relaciona con la zona subandina de la Sierra. Entre los elementos geomorfológicos que existen en el Refugio; se encuentran vegas, sectores aplanados y anchos conformados por depósitos fluviales, coluviales y eluviales.
El relieve montañoso se caracteriza por ser poco elevado, redondeadas, conformadas por rocas metamórficas y volcánicas; en dirección oeste el relieve se vuelve más agreste con cordilleras más pronunciadas.
Existen planicies ubicadas en el valle del río Zarza, Blanco, Machinaza. Una de las características más curiosas del área son la formación de mesetas, las cuales se localizan hacia el este y sobre las rocas del Batolito de Zamora y de la Formación Misahualli, se encuentran formadas por areniscas silíceas de la Formación Hollí; en la zona de contacto con rocas intrusivas forma farallones de aspecto estratiforme y blanquecino.

### Clima
Presenta un clima tropical, con humedad alta en la mayoría del año. La media plurianual es de 21,8 °C con oscilaciones de entre 20 y 22 °C. La temperatura máxima es de 32 °C y la mínima de 12.7 °C.

## Características biológicas

### Ecosistemas y Cobertura vegetal
El bosque de tepuy es característico de la cordillera del Cóndor. La zona se encuentra ubicada en la subregión sur de las formaciones naturales de la Amazonía en el sector de las estribaciones de la Cordillera Oriental y de las Cordilleras Amazónicas. El Zarza presenta dos formaciones vegetales: bosque montano bajo y bosque montano bajo de tepuy sobre arenisca.

#### Bosque montano bajo
Franja de vegetación considerada como zona de transición entre especies que se desarrollan en la zona más alta, región andina o subandina, con las que se encuentran en la región amazónica, presenta un dosel de entre 15 y 30 m de altitud, se caracteriza por la presencia de numerosas especies arbustivas. En los bordes de la cordillera la vegetación se destaca por bosques pequeños, con especies de árboles que alcanzan los 5 metros de altitud, cubiertos de manera densa por plantas epífitas.

#### Bosque montano bajo de tepuy sobre arenisca
El dosel del bosque alcanza los 20 metros de altura. En el soto bosque se registran especies de palmeras pequeñas y helechos.
Más del 3% del área se encuentra intervenida y suelos sin vegetación.